# Roxy & Elsewhere
A Roxy & Elsewhere  Frank Zappa és a Mothers 1974-ben megjelent dupla koncertalbuma (később egy szimpla CD-n jelenik meg).

## A zene
Ez az album sokak szerint a Mothers legelismertebb felállásainak egy kiemelkedő dokumentuma. Olyan összetett, zeneileg és ritmikailag rendkívül nagy kihívást jelentő darabok fémjelzik, mint az "Echidna's Arf (Of You)", a "Don't You Ever Wash That Thing?", és a "Be-Bop Tango (of the Old Jazzmen's Church)" nyitódallama. Ugyancsak ezen hallható a "Cheepnis", Zappa ironikus főhajtása az ötvenes évek kis költségvetésű szörnyfilmjei előtt, illetve olyan régi klasszikusok átdolgozott változatai, mint a "More Trouble Every Day" és a "Son of Orange County". A "Village of the Sun" egy bár szintén humoros, de szokatlanul érzelmes emlékezés Zappa gyermekkorára.
A zene mellett a hangszerelés is pazar: a sok fúvós mellett Zappa ezen a turnén (1974 tavaszáig) két dobossal játszott (akik mellett még ott volt Ruth Underwood ütős is, sőt, időnként maga Zappa is a dobok mögé állt).

## Történet

### Az albumról
A dalok nagy része 1973. december 10-12-ei, a hollywoodi Roxy Színházban tartott koncertekről származnak. A Roxy koncerteken rögzített dalok némelyike utólagos hozzáadásokat kapott a stúdióban, az egyéb ("elsewhere") számok a chicagói Auditorium Theaterben és Pennsylvaniában, az Edinboro egyetemen készültek – ezeknél nem történt utólagos korrekció.
A nyitódarab, a "Penguin in Bondage" a Roxy és a chicagói koncertekről származik vegyesen. A "Son of Orange County" szólója is két helyszínről, az edinborói és a chicagói koncertekről származik. (Érdekesség, hogy Ruth Underwood a 74 tavaszi turnén átmenetileg nem játszott, így az utóbbi két helyszín felvételein a játéka nem hallható.)
A lemez eredetileg dupla bakelitlemez volt, minden oldal elején Zappa bevezetőivel ("Preamble"). A CD-változaton ezek ugyan hallhatóak, de külön nincsenek a borítón feltüntetve.
A Roxy koncertekről lemezre nem került számok némelyike kalózfelvételekről lehet ismert, ahogy a teljes Edinboro koncert is ilyen. Más darabok a You Can’t Do That on Stage Anymore sorozat első és harmadik lemezén jelentek meg.
A lemeznek egy négysávos (kvadrofón) változatát is reklámozták, de ez végül nem jelent meg.

### A kiadatlan DVD
Az ezredfordulón egy háromperces előzetes reklámozta a Roxy DVD-t, ami a három este felvételeiből összeállított háromórás koncertfilm lenne. Az előzetes felkerült a Baby Snakes DVD-változatára is 2003-ban, a Zappa Plays Zappa 2006-os turnéján egy harmincperces részletet vetítettek belőle minden koncert nyitányaként ("Montana" és "Dupree's Paradise"), a zappa.com honlap 2007-es áttervezésekor ezek a neten is megnézhetőek, a film azonban a mai napig nem jelent meg.
Joe Travers ("főraktáros") elmondása szerint:
"Ott várakozik a raktárban. Vár arra, hogy összejöjjön a pénz ahhoz hogy rendesen meg tudjuk csinálni. A filmanyagot, a negatívot Frank a nyolcvanas években, a kor technológiájával már tulajdonképpen előkészítette, mi viszont vissza szeretnénk menni az eredeti negatívokhoz és nagy felbontásban szeretnénk előhívni, a hanganyagból pedig egy 5.1-es mixet készíteni, hogy hozzáférhető legyen Frank kétsávos sztereó keverése mellett egy surround változat is. Ha ez mind megvan, akkor meg kell vágnunk az anyagot. Összevágni a részeket, kiválasztani a kameraállásokat, hogy melyik koncertről mi kerüljön a programba. Arról fogalmam sincs hogy Dweezil és Gail mit akarnak pontosan. Fantasztikus anyag, de a létrehozásához rengeteg pénz és idő kell majd."
A rajongók között kisebb felháborodást keltett, hogy miközben a régóta várt eredeti film kiadására mintha nem lenne elegendő pénz, addig a Zappa Plays Zappa zenekar ugyancsak a Roxyban tartott 2008-as (a 25. évfordulóra időzített) koncertjén felvett DVD-jét készül piacra dobni 2009-ben Son Of Roxy & Elsewhere címmel.
A "Montana" felvétele bónuszként megtekinthető a Classic Albums: Apostrophe(')/Over-Nite Sensation című DVD-n, ami 2007. május 1-jén jelent meg.

## Az album számai
Minden darab Frank Zappa szerzeménye, kivéve a Dummy Up, ami Brock, Simmons és Zappa közös szöveg-improvizációja.
1. Penguin in Bondage – 6:48
2. Pygmy Twylyte – 2:13
3. Dummy Up – 6:02
4. Village of the Sun – 4:17
5. Echidna's Arf (Of You) – 3:52
6. Don't You Ever Wash That Thing? – 9:40
7. Cheepnis – 6:33
8. Son of Orange County – 5:53
9. More Trouble Every Day – 6:00
10. Be-Bop Tango (Of the Old Jazzmen's Church) – 16:41

## Közreműködők

### Zenészek

#### The Roxy, 1973. december
- Frank Zappa – gitár, ének, producer
- Napoleon Murphy Brock – fuvola, szaxofon, tenorszaxofon, ének
- George Duke – szintetizátor, billentyűs hangszerek, ének;
- Bruce Fowler – harsona, tánc;
- Tom Fowler – basszusgitár
- Ruth Underwood – ütőhangszerek
- Ralph Humphrey – dobok
- Chester Thompson – dobok

#### Edinboro és Chicago, 1974
(tízéves jubileumi turné)
- Frank Zappa – gitár, ének, producer
- Napoleon Murphy Brock – fuvola, szaxofon, tenorszaxofon, ének
- George Duke – szintetizátor, billentyűs hangszerek, ének;
- Bruce Fowler – harsona, tánc;
- Walt Fowler – trombita, basszustrombita
- Tom Fowler – basszusgitár
- Don Preston – szintetizátor
- Jeff Simmons – ritmusgitár, ének
- Ralph Humphrey – dobok
- Chester Thompson – dobok

#### Utómunkálatok a stúdióban
- Robert "Frog" Camarena – háttérvokál ("Cheepnis")
- Debbie – háttérvokál ("Cheepnis")
- Lynn – háttérvokál ("Cheepnis")
- Ruben Ladron de Guevara – háttérvokál ("Cheepnis")

### Technikai stáb
- Stephen Marcussen – digital remastering
- Kerry McNabb – engineer, remixing
- Wally Heider – engineer
- Coy Featherstone – photography
- Cal Schenkel – graphic design, design

## Külső hivatkozások
- Dalszövegek és információk – az Information Is Not Knowledge honlapon
- A dalszövegek magyarul – a Zappa PONT honlapon
- A megjelenés részletei – a Zappa Patio honlapon
- The Roxy, 1973 – koncertbeszámoló egy szemtanú tollából (magyar fordítás), ugyanitt egy 30 perces koncertrészlet videófelvétele